# スネッタートン・モーターレーシング・サーキット
スネッタートン・サーキット (Snetterton Circuit) は、1953年に開業したイギリスのノーフォークにあるモーターレースサーキット。ジョナサン・パーマー所有のモータースポーツ・ビジョン組織、それはセットフォードの町の北東12マイル (19 km) とノリッジ市の南西19マイル (31 km) のA11道路上に位置している。
サーキットの北西にある近くのスネッタートンの村にちなんでサーキットの名前が付けられているが、サーキットの多くは隣接するキデナムの市民教区にある。 
このサーキットでは、イギリスツーリングカー選手権、イギリス・フォーミュラ3選手権、イギリススーパーバイク選手権などのシリーズのレースが開催される。1980年から1994年まで、このトラックは英国で最初の24時間レースであるWillhire 24 Hourを主催した。2003年から2013年まで、シトロエン 2CV 24時間レースがスネッタートン 200 サーキットで開催された。 

## レースが開催される前のスネッタートン

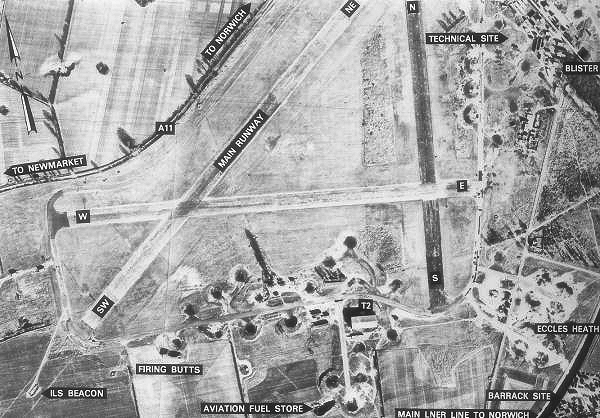
WW2飛行場の写真

スネッタートンはもともとRAF飛行場であった空軍スネッタートンヒースで、後に米陸軍空軍が使用した。飛行場は1943年5月にオープンし、1948年11月に閉鎖された。 

## レースの歴史

オリジナルのスネッタートンサーキット（緑色で表示）は、旧RAFスネッタートンヒース空軍基地（薄茶色）の滑走路と誘導路に配置されていた。

USAF基地として使用された後、スネッタートンは1953年にノーフォークとサフォークのクラブ協会であるスネッタートンコンバインによって組織され、オートバイレースにて初めて使用された。 
このトラックは、チーム・ロータス（F1）とノーフォーク・レーシング（ル・マン）の両方がレーシングカーのテストに使用した。1960年代と1970年代初頭のサーキットの長さは2.7マイル。シアーコーナーはリッチズコーナーから80 m離れた場所にあり、衛星地図ではっきりと見える「ノーリッチ・ストレート」につながっていて、現在サンデーマーケットで使用されている。ストレートはヘアピンベンドで終わり、ホームストレートへと続いていた。ホームストレートはエッセで既存のトラックに合流していたが、現在はサーキットへの主要なアクセス道路となっている。ラッセルベンドは1960年代に追加され、サーキットでレーシングドライバースクールを運営したジム・ラッセルにちなんで名付けられた。ピットに近づいたときに車両を減速させて安全性を向上させるために最初に追加されたラッセルベンドでは、多くの事故が発生していたこともあり、後に現在の構成に変更された。 